# Grüne Flussjungfer
Die Grüne Flussjungfer (Ophiogomphus cecilia, Syn.: Ophiogomphus serpentinus) ist eine Libellenart aus der Familie der Flussjungfern (Gomphidae), die zu den Großlibellen (Anisoptera) gehören. Häufig ist in der deutschsprachigen Literatur auch noch der Name Grüne Keiljungfer für die Art zu finden. Dieser Name ist jedoch nicht eindeutig, da als „Keiljungfern“ auch die Arten der Gattung Gomphus bezeichnet werden.

## Merkmale

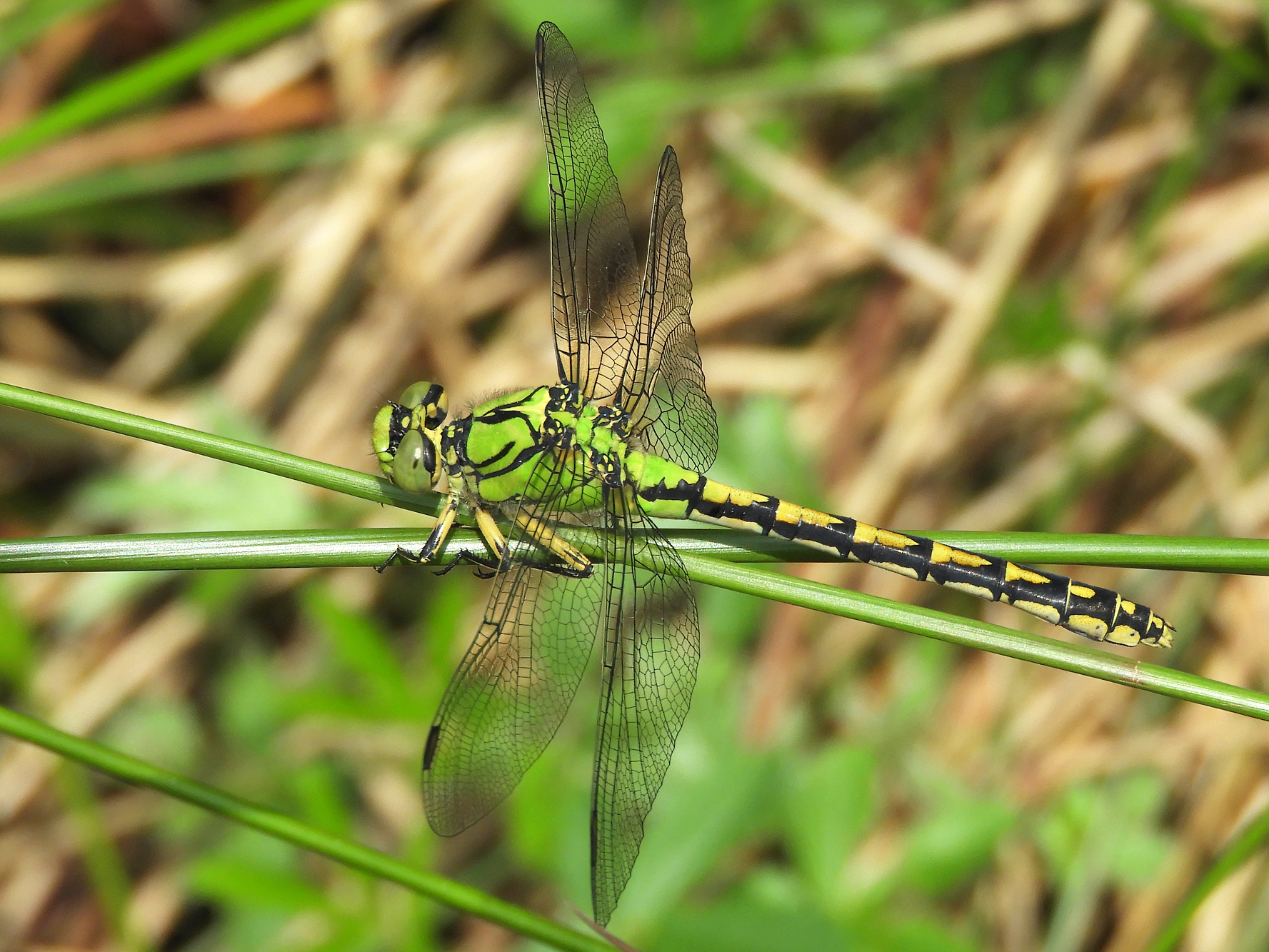
Weibchen der Grünen Flussjungfer

Die Grüne Flussjungfer ist eine kräftig gebaute Libelle mit einer Flügelspannweite von 6,5 bis 7,5 cm und einer Körperlänge von etwa 5 cm. Durch die lindgrüne Färbung der Brust ist die Art in beiden Geschlechtern kaum mit anderen Flussjungfern zu verwechseln, auch wenn ihr Hinterleib wie bei den anderen Arten der Gattung eine typische, gelb-schwarze Zeichnung aufweist, die eine hervorragende Tarnfärbung darstellt.

## Verbreitung
Das Hauptverbreitungsgebiet der Art liegt in Osteuropa und erreicht im Osten Kasachstan. Im Westen endet das geschlossene Areal etwa am Rhein. Die Verbreitungsgrenze verläuft im Norden durch das südliche Skandinavien, im Süden durch die Balkanhalbinsel und Nordgriechenland bis zum Kaukasus. Einzelne Streuvorkommen sind noch in der Po-Ebene, an der Loire und in Südfrankreich zu finden. Sämtliche Angaben zu Vorkommen der Grünen Flussjungfer auf der Iberischen Halbinsel sind falsch und beruhen auf Fehlbestimmungen von Zangenlibellen-Larven.
Die Höhenverbreitung beschränkt sich meist auf tiefere Lagen unter 500 Metern. Einzelne, vagabundierende Individuen wurden allerdings in den Alpen bereits bis zu 1300 m nachgewiesen.

## Lebensraum
Die Grüne Flussjungfer besiedelt in erster Linie Fließgewässer des Tieflandes und der Ebene, von Bächen ab 50 cm Breite über Flüsse und Kanäle bis hin zu größeren Strömen. Als idealer Habitattyp wird meist ein kleinerer, beschatteter Bach mit sandigem Grund und sauberem Wasser in Waldgebieten angegeben, doch ist die ökologische Bandbreite dieser Art wesentlich größer: So kann sie auch die meisten Flüsse bis hin zu langsam fließenden Strömen besiedeln, und selbst in grundwasserbeeinflussten Stillgewässern ist eine Entwicklung der Larven möglich. Die Larven leben in unterschiedlichen, auch gröberen Sedimenten, meiden jedoch schlammige Bereiche.

## Lebensweise

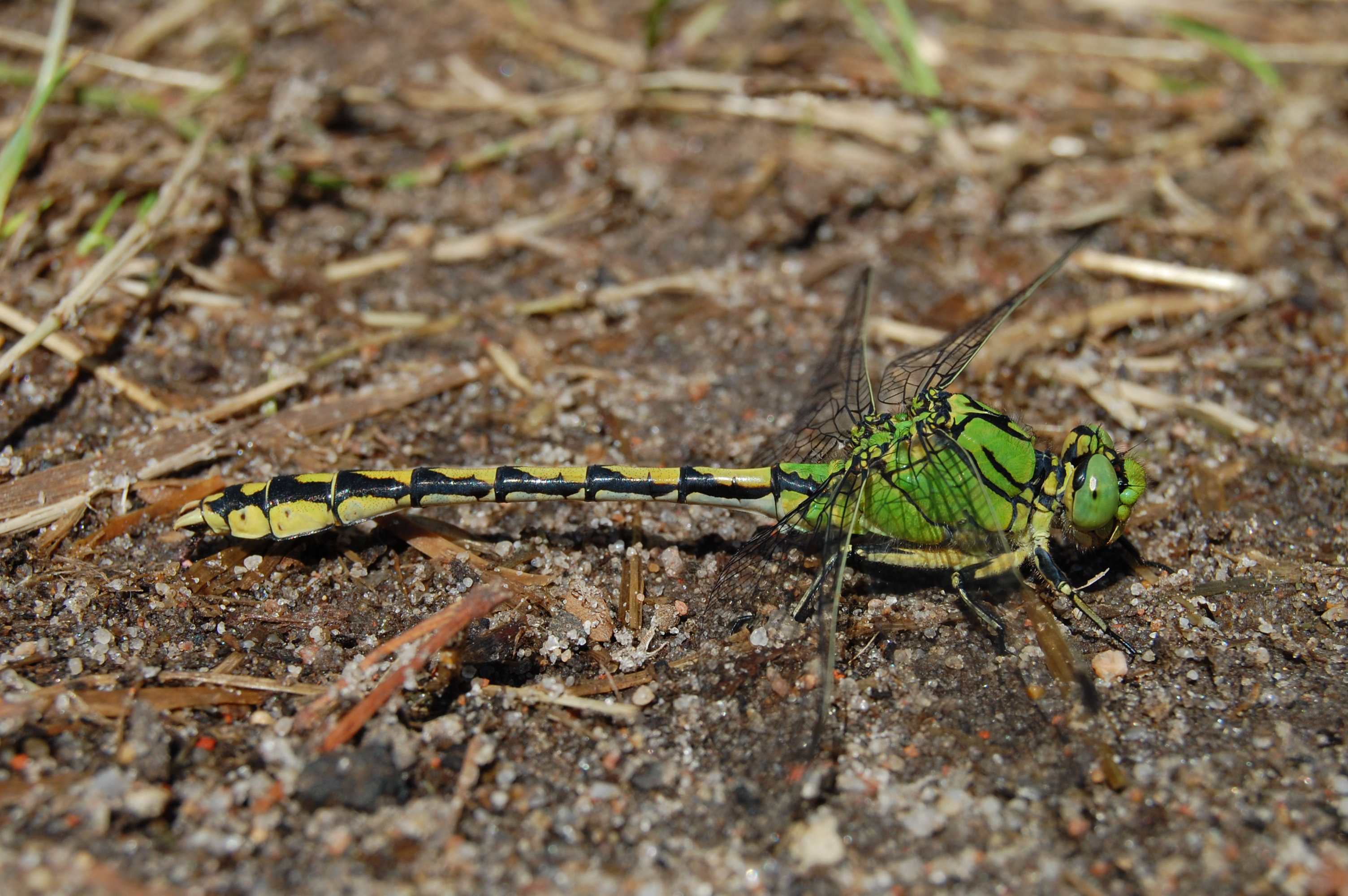
Männchen der Grünen Flussjungfer; die Art unterscheidet sich auffällig von anderen Vertretern der Familie Gomphidae durch die leuchtende Grünfärbung von Kopf, Thorax und ersten beiden Abdomenabschnitten; der übrige Hinterleib ist schwarz-gelb

### Flugzeit
Die Grüne Flussjungfer ist eine Libellenart des Hochsommers, ihre Emergenzperiode beginnt etwa Ende Mai und dauert bis in den August hinein. Die Flugzeit endet im Oktober.

### Verhalten
Nach dem Schlupf verlassen die jungen Imagines das Gewässer und verteilen sich während einer etwa dreiwöchigen Reifungsperiode mehrere Kilometer vom Entwicklungsgewässer entfernt im Umland, in wärmeren Regionen auch häufig in den Hochlagen des umgebenden Berglandes. Erst als geschlechtsreife, adulte Tiere sind sie wieder am Gewässer zu finden. Meist kann man dort jedoch nur die Männchen beobachten, die an kleineren Fließgewässern gerne von Bäumen oder Steinen aus auf der Ausschau nach Weibchen im Abstand von einigen Metern nebeneinander sitzen, oder an größeren Flüssen in langsamem Flug über das Wasser patrouillieren. Die Weibchen kommen nur zur Paarung und zur Eiablage ans Gewässer und sind entsprechend selten zu beobachten.

### Paarung und Eiablage
Die Paarung beginnt sofort ohne Tandemflug mit dem Paarungsrad und dauert etwa fünf bis zehn Minuten. Anschließend fliegen die Weibchen allein zum Gewässer, wo sie im Sitzen mit angehobenem Hinterleib einen erbsengroßen Eiklumpen auspressen, den sie anschließend im Flug mit Wippbewegungen auf der Wasseroberfläche nach und nach abstreifen.

### Larvenleben
Die nachtaktiven Larven leben häufig in groberem Sediment wie Sand und Grobsand eingegraben, wo sie als Ansitzjäger ihrer Beute ruhig auflauern. Sie können als „Substratopportunisten“ aber auch in Grobkies oder – in strömungsberuhigten Bereichen – selbst auf größeren Steinen wie z. B. jenen von Buhnen leben, wo sie dann aktiv auf Beutefang gehen. Der Entwicklungszyklus der Larven umfasst mehr als zehn Stadien und beträgt drei oder vier Jahre, wobei eine dreijährige Entwicklung wohl die Regel darstellt.

## Gefährdung und rechtliche Stellung
Die Grüne Flussjungfer ist aufgrund ihrer engen Bindung an naturnahe und nur gering mit Schadstoffen belastete Fließgewässer nach 1950 aus weiten Teilen Mitteleuropas verschwunden. Hauptgefährdungsfaktoren sind neben Schad- und Nährstoffeinleitungen wasserbauliche Maßnahmen wie Begradigung, Uferbefestigung sowie Ausbaggerungen von Sediment zur verbesserten Schiffbarkeit.
In Deutschland wird die Art nach der aktuellen Fassung der Roten Liste nicht mehr als gefährdet geführt (zuvor hatte sie als „stark gefährdet“ gegolten). In den letzten Jahren deutet sich zumindest in Deutschland eine Bestandserholung und Wiederausbreitung an, vermutlich vor allem bedingt durch eine Verbesserung der Wasserqualität.
Die Gefährdungssituation der Grünen Flussjungfer in Österreich wird laut der Roten Liste Österreichs in vier Bundesländern unterschiedlich mit Kategorie 1 („Vom Aussterben bedroht“), Kategorie 2 („Stark gefährdet“) und Kategorie 4 („Potentielle Gefährdung bzw. Gefährdung droht“) bewertet. Die Schweiz listet diese Libellenart mit „Stark gefährdet“. Der Weltbestand wird von der International Union for Conservation of Nature IUCN in der Ausgabe 2009 der Roten Liste gefährdeter Arten als nicht gefährdet („Least Concern“) eingestuft.
Die Grüne Flussjungfer ist eine Art der FFH-Richtlinie, Anhänge II (Schutzgebiete sind auszuweisen) und IV (streng zu schützen). In Deutschland ist sie nach dem Bundesnaturschutzgesetz streng geschützt.